# 0哩標識
0哩標識（ぜろまいるひょうしき、ゼロマイルポスト）とは、旧新橋停車場跡にある鉄道建設時の測量起点（第一杭）として打ち込まれた距離標。

## 歴史

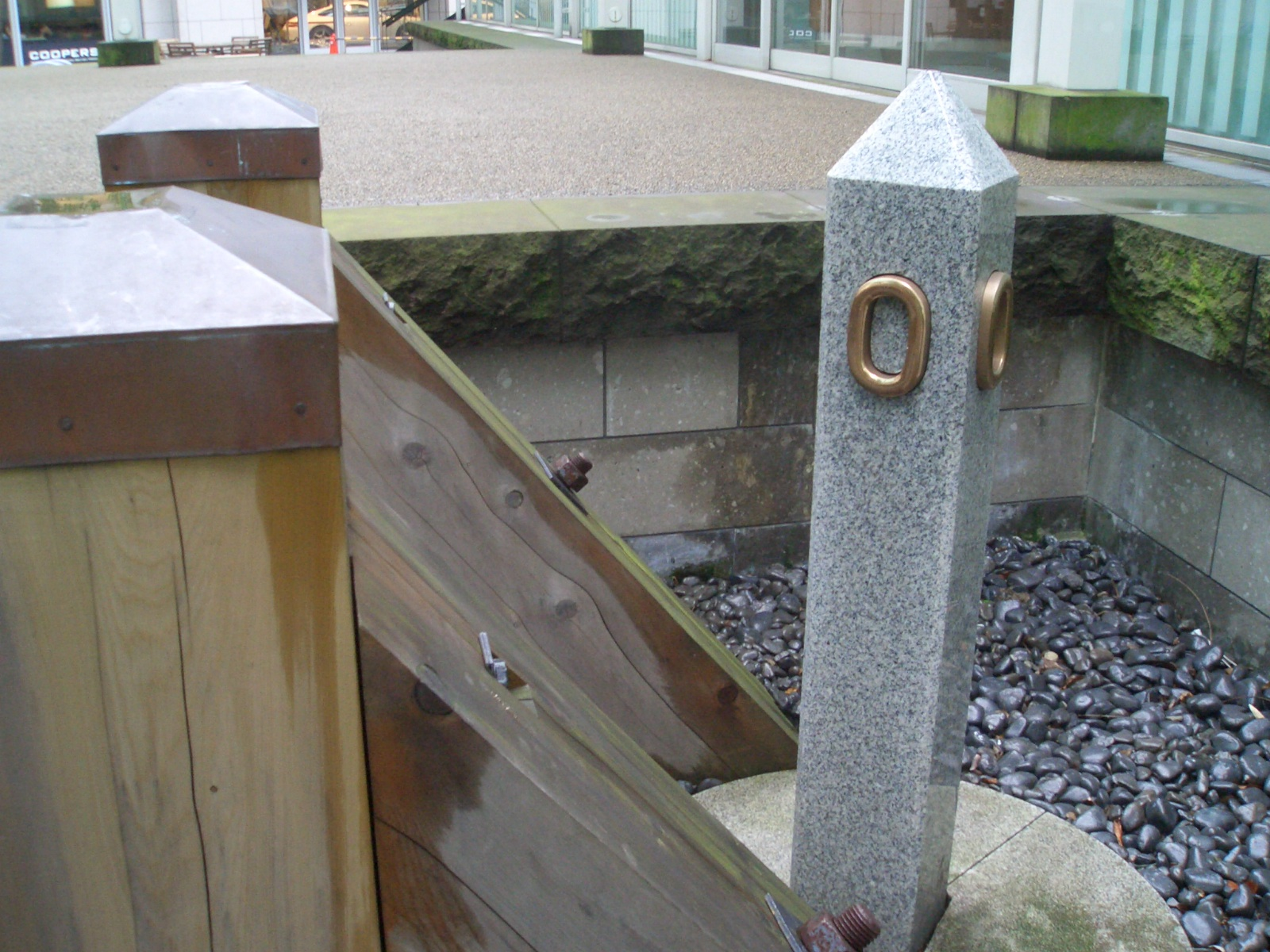
0哩標識（鉄道記念物）

1870年4月25日（明治3年3月25日）、エドモンド・モレルの配下であるジョン・ダイアックの指揮の下、新橋 - 横浜間に日本最初の鉄道を建設するための測量第一杭として新橋駅に打ち込まれた。なお、准十三等土木出仕・松永芳正、十六等出仕・武者満歌らが日本側の技師として立ち会った。
1936年（昭和11年）に「日本の鉄道の発祥の地」として0哩標識と長さ約3 mの軌道が復元され、1958年（昭和33年）10月14日、国鉄によって「鉄道記念物」に指定される。
1965年（昭和40年）5月12日には、文化財保護委員会から「旧新橋横浜間鉄道創設起点跡」として国の指定史跡に認定された。
2003年（平成15年）、旧新橋停車場 鉄道歴史展示室の開館に合わせて再整備された。

## レプリカ
鉄道博物館と京都鉄道博物館にはレプリカが展示されている。以前はそれぞれ交通博物館と交通科学博物館に展示されていた。

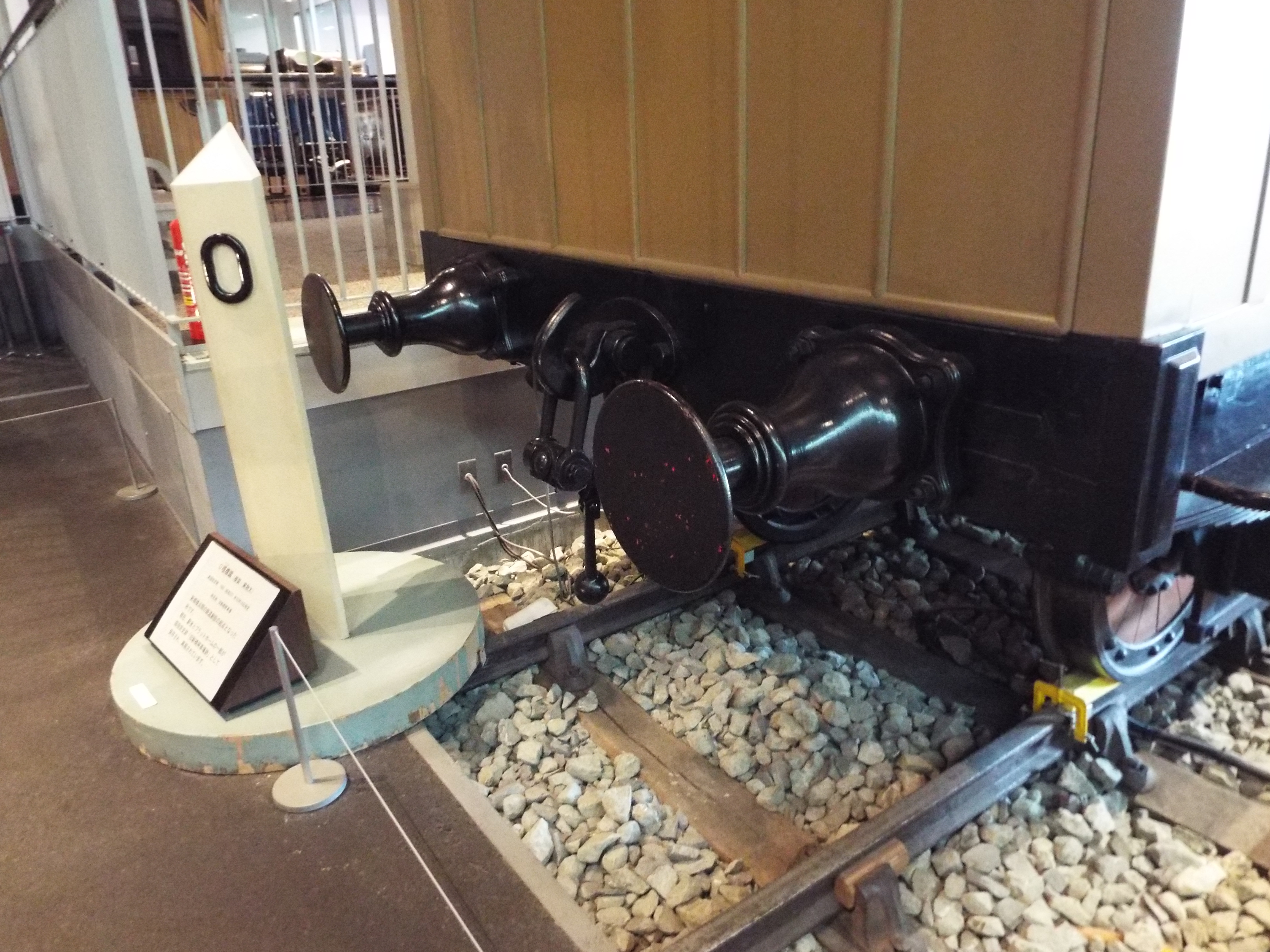
鉄道博物館の展示
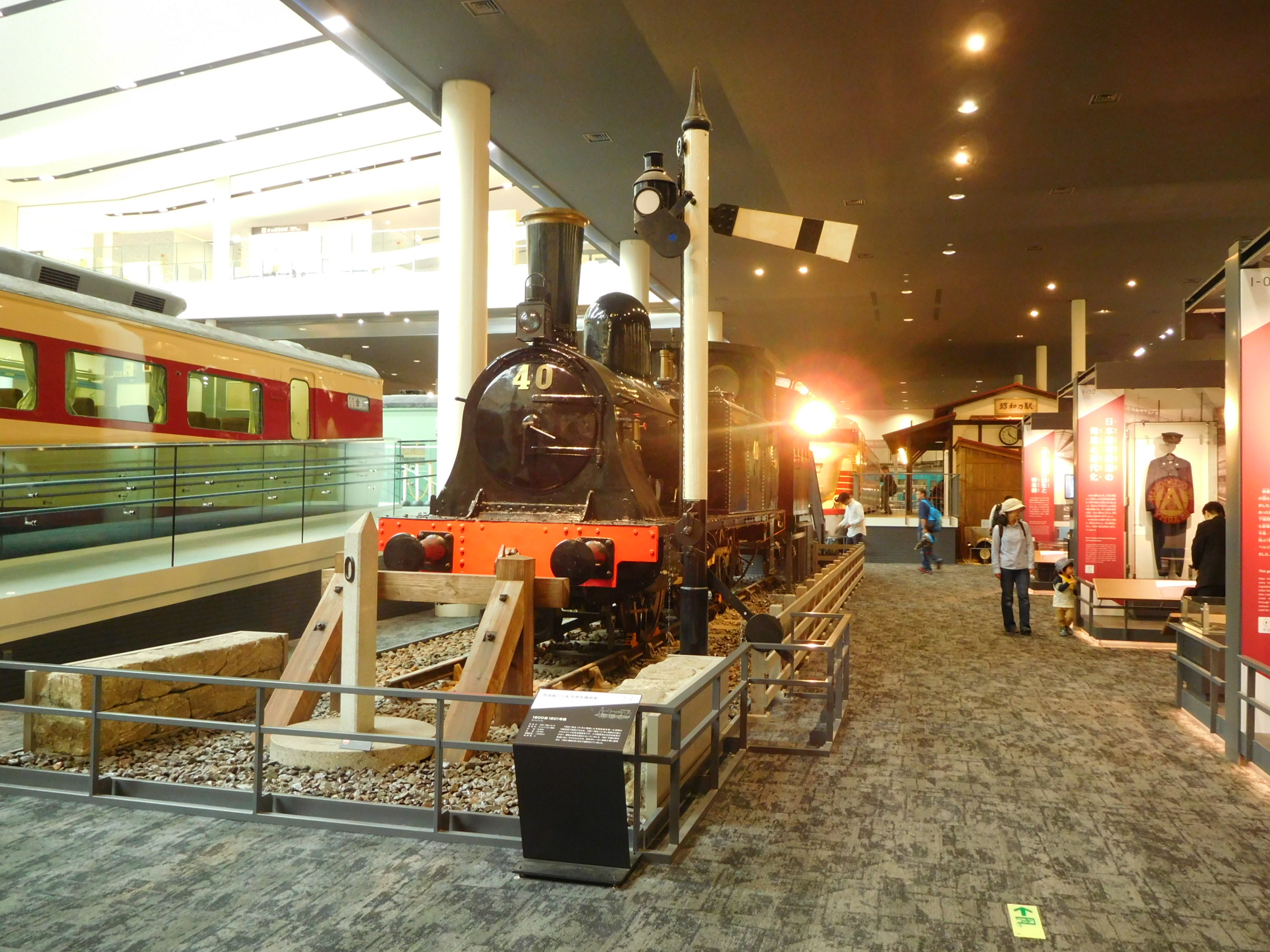
京都鉄道博物館の展示